# Eidé Norena
 (décembre 2022).
Eidé Norena, née Kaja Andrea Karoline Hansen le 26 avril 1884 à Horten et morte le 13 novembre 1968 à Lausanne (Suisse), est une cantatrice norvégienne soprano.

## Biographie
Elle est la fille de Gullik Hansen (1852-1892) et de son épouse Susanne Anette Marie, née Møller (1857-1921). Elle épouse le 29 mai 1909 l'acteur Egil Næss Eidé (1868-1946). En 1939, après la dissolution de son mariage (elle était séparée de son mari depuis de nombreuses années), elle épouse l'avocat et homme d'affaires Henry Myron Blackmer (1872-1962) qui partageait déjà sa vie. Elle adopte le nom de scène Eidé Norena dans les années 1920. 
Elle étudie le chant auprès d'Helene Aschehoug et Ellen Gulbranson et plus tard à Weimar. Elle fait ses débuts en 1903 à Horten, sa ville natale, puis à Christiania le 18 mars 1905 avec la pianiste Hildur Andersen. Le directeur du théâtre national, Bjørn Bjørnson, l'a alors invitée chez lui dans son théâtre. En  1907, elle fait ses débuts à l'opéra dans le rôle d'Amour dans Orphée et Euridyce de Gluck. La même année, elle chante Suzuki dans Madame Butterfly de Puccini et un an plus tard Aagot dans Fjeldeventyret de Thrane et le rôle titre de Laila d'Olsen. Sa percée intervient en 1909 avec le rôle-titre dans Madame Butterfly.
Après des apparitions au théâtre dramatique royal de Stockholm, Kaja Eidé (devenue Eidé Norena) prend des leçons pour élargir encore ses possibilités vocales, à Londres auprès de Raimund von Zur Mühlen au début des années 1920, ce qui est décisif, puis à Paris à partir de 1925. Elle chante à la Scala de Milan (1924), au Covent Garden de Londres (1924-1925 , 1930-1931, 1934 et 1937) et à l'opéra de Paris (de 1925 à 1938). C'est dans la capitale française qu'elle élit domicile entre 1925 et 1940. Elle chante alors ses grands rôles en français, comme il est de coutume à l'époque, ainsi pour La Flûte enchantée par exemple. En outre, elle fait des tournées au Chicago Civic Opera (1926 et 1928) et entre 1933 et 1938 au Metropolitan Opera de New York, où elle fait ses débuts dans le rôle de Mimi (La Bohème) en 1933. Des tournées de concerts lui font traverser les États-Unis. De 1935 à 1938, elle participe également au Festival de Salzbourg. Parmi ses rôles les meilleurs, l'on peut distinguer Mathilde dans Guillaume Tell, Violetta dans la La Traviata, Marguerite dans Les Huguenots, les trois héroïnes des Contes d'Hoffmann  et Desdemona dans Othello. Elle donne sa dernière représentation au printemps 1938 à Paris dans le rôle de Desdémone, mais remonte sur la scène de sa petite ville natale le 26 février 1939.
Après l'invasion de la France par l'Allemagne en mai-juin 1940, elle quitte Paris et s'installe en Suisse d'abord quelque temps à Genève, puis à Lausanne où elle meurt à l'âge de 84 ans. Elle est inhumée au cimetière de Notre-Sauveur d'Oslo.

## Distinctions
- Médaille du Mérite (or)
- Chevalier de la Légion d'honneur (France)
- Chevalier de Ire classe de l'Ordre de Saint-Olaf
- 1934: Médaille du Mérite Ingenio et arti (Danemark)[3].